# Страссер, Валентайн
Валентайн Страссер (англ. Valentine Strasser, род. 26 апреля 1967, Фритаун) — военный и политический деятель Сьерра-Леоне, военный диктатор страны в 1992—1996 годах.
Вырос в креольской семье. В 1985 году поступил в военное училище, в следующем году перешёл на действительную службу и дослужился до чина капитана, когда в 1991 году был направлен на  гражданскую войну с повстанцами. 
Нехватка средств на экипировку и выплату жалования привела Страссера и ряд других молодых офицеров к решению организовать в 1992 году армейский марш протеста на столицу страны, Фритаун. После того, как в результате волнений президент Джозеф Сайду Момо бежал в Гвинею, организаторы марша решили взять власть в свои руки и организовали Национальный временный правящий совет, который возглавил Страссер. В возрасте 25 лет он стал не только самым молодым главой государства в мире на тот момент, но и вторым по молодости главой государства, не являющимся монархом, за всю мировую историю (после Жан-Клода Дювалье, ставшего Президентом Гаити в 19 лет).
Страссер предпринял попытки прекратить гражданскую войну, объявив об одностороннем прекращении огня правительственными войсками и пообещав провести в 1995 году выборы. Тем не менее, в 1994 году боевые действия возобновились, повстанцами были захвачены рудники, составлявшие основное богатство страны. Страссер пригласил южноафриканских наёмников и параллельно предложил повстанцам создание коалиционного правительства, однако переговоры провалились из-за того, что лидер мятежников Фодей Санко требовал передать ему президентский пост. В результате весной 1996 года Страссер был свергнут собственным заместителем Джулиусом Био и бежал в Великобританию, где год изучал право в Уорикском университете, но бросил его и в 2000 году отправился в Гамбию, куда его не впустили, так что затем он вернулся на родину, где стал работать в фирме по разработке программного обеспечения.
В 2001 году правительство Сьерра-Леоне обращалось с просьбой к населению прекратить травлю бывшего главы государства, которого на улице неоднократно забрасывали камнями.